# Шатрандж

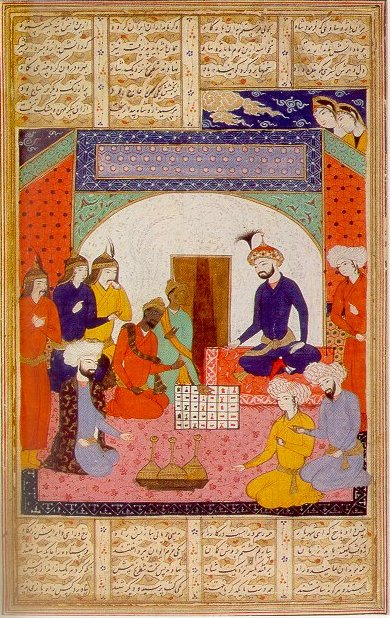
Індійський посол представляє шахи.

Шатрандж (араб. شطرنج, з середньоперської chatrang, з санскр. शतरंज) давня форма шахів, яка прийшла у західний світ від арабів, а до них з Індії за посередництва Перської імперії епохи Сасанідів. Сучасні шахи поступово еволюціонували з цієї гри.

## Етимологія та походження
Арабське слово shatranj походить від санскритського чатуранґа (чатух — «чотири», анґа — «озброїти»). У середньоперській мові слово з'являється як chatrang, наприклад, у назві тексту Mâdayân î chatrang («Книги шахів») VII століття н. е. У тексті йдеться про шаха Ардашира I, який керував з 224 по 241 н. е., як про майстра гри:
За допомогою Провидіння Ардашир I став вправнішим більш ніж будь-хто інший в поло, верховій їзді, шатранджі і вайн-аркташирі (нарди) та в декількох інших видах розваг. 
Однак, карнамак містить багато байок та легенд, і це лише говорить про популярність гри шатрандж у момент написання книги.

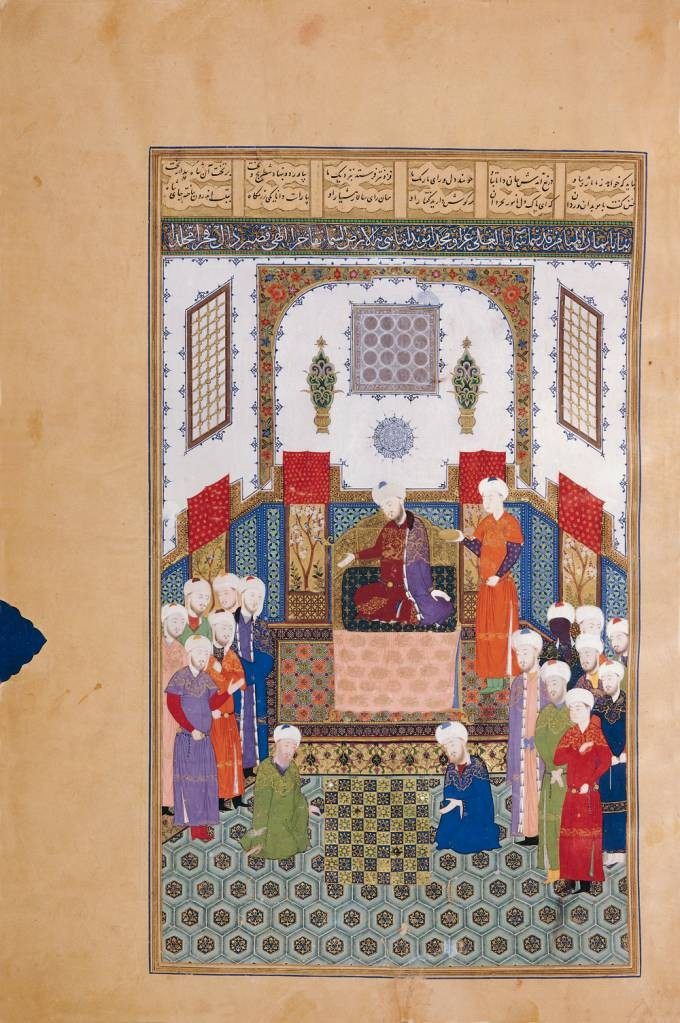
Відтворення шатранджа в перській мініатюрі з Баяснгхорі Шахнаме, зроблено 1430 року
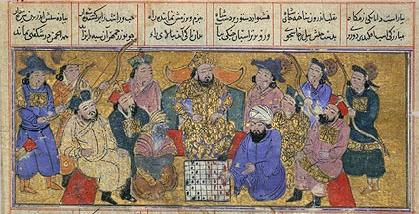
Перський рукопис XIV століття описує, як посланець з Індії привіз шахи до перського двору.
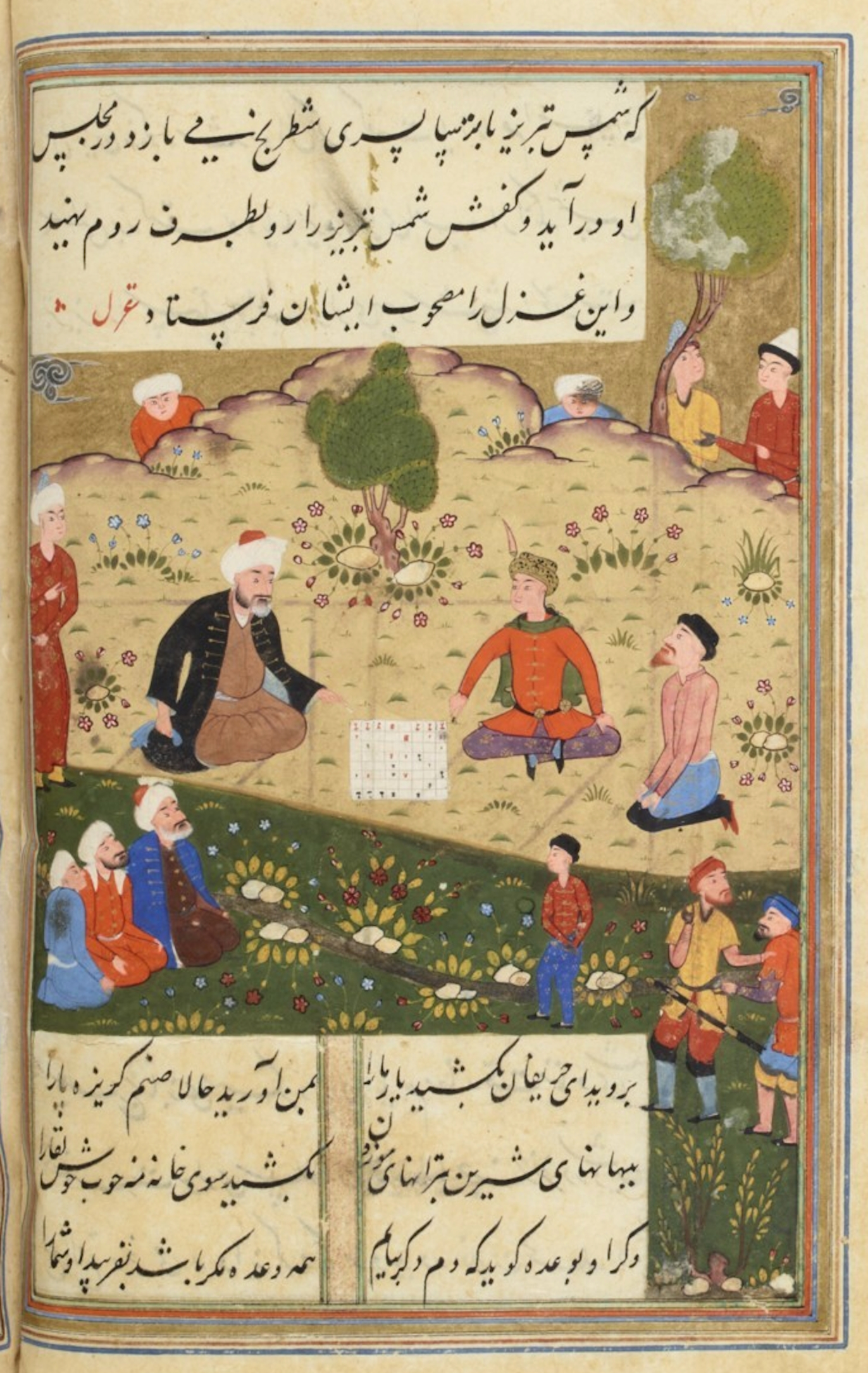
Шамс Тебрізі, живопис 1500 року, сторінка з копії вірша Румі, присвяченого Шамсу.
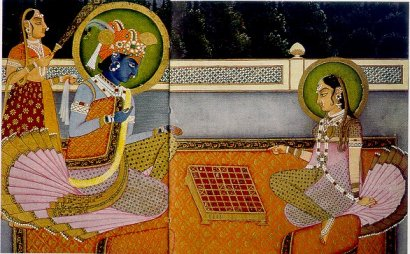
Крішна та Радга грають у чатурангу на дошці 8×8
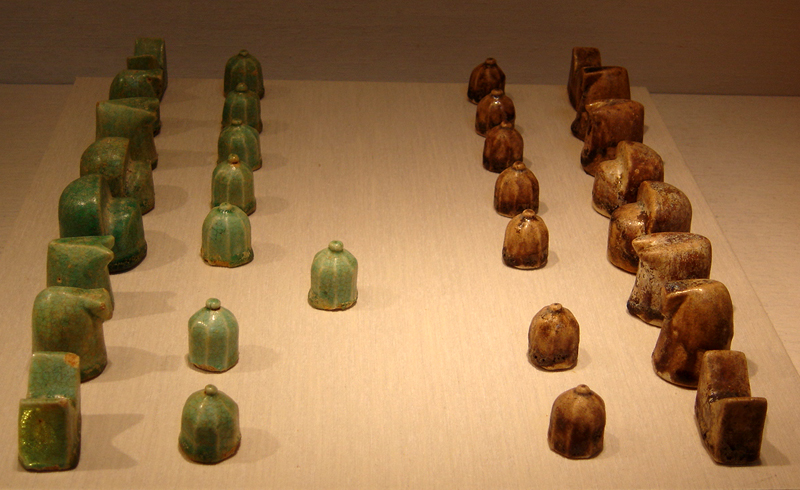
Нішапурський набір для гри в шатрандж, XII століття, Іран (Музей мистецтва Метрополітен, Нью-Йорк)

Під час правління останнього царя з династії Сасанідів царя Хосрова І (531—579), подарунок від індійського царя (можливо цар Каннаудж із династії Маухарі) містив набір для шахової гри з шістнадцятьма смарагдовими та шістнадцятьма рубіновим фігурами (зелені та червоні). Ігровий набір прибув разом із задачею, яка була успішно вирішена придворними Хосрова. Про цей випадок згадують спочатку Mâdayân î chatrang (бл. 620 н. е.), а потім Фірдоусі у своєму «Шахнаме» (бл. 1010).
У сучасній Індії в шатрандж грають за величезною різноманітністю правил, всі вони включають чотири армійських фланги (анги), кожен із яких включає: коня, слона, колісницю (туру) та піхотинців (пішаків), на спеціальній дошці з розміткою 8×8. Шатрандж перейняв багато правил із чатуранги, а також базову структуру 16 фігур. Існує також різновид XIV століття на дошці 10×11; шахи Тамерлана, або шатрандж каміль (ідеальні шахи), з трохи іншою фігурною структурою.
У деяких пізніших варіантах темні квадрати були викарбувані. Гра поширилась на захід після ісламського завоювання Персії і значний обсяг літератури з тактики і стратегії гри з'явився після VIII століття.
Із поширенням ісламу шахи з'являються у Магрибі, а потім в Андалузькій Іспанії. Під час ісламського завоювання Індії (бл. XII століття), деякі форми повернулися в Індію, про що свідчить запозичення терміну мат (похідний від перської мат) або бенгальське borey (пішак, похідне від арабської baidaq). Упродовж наступних століть шахи здобули популярність у Європі, зрештою еволюціонувавши у сучасні шахи.

## Правила гри

### Дошка та фігури
|   | a | b | c | d | e | f | g | h |   |
| 8 | a8 чорна тура · b8 чорний кінь · c8 чорний слон · d8 чорний король · e8 чорний ферзь · f8 чорний слон · g8 чорний кінь · h8 чорна тура · a7 чорний пішак · b7 чорний пішак · c7 чорний пішак · d7 чорний пішак · e7 чорний пішак · f7 чорний пішак · g7 чорний пішак · h7 чорний пішак · a2 білий пішак · b2 білий пішак · c2 білий пішак · d2 білий пішак · e2 білий пішак · f2 білий пішак · g2 білий пішак · h2 білий пішак · a1 біла тура · b1 білий кінь · c1 білий слон · d1 білий король · e1 білий ферзь · f1 білий слон · g1 білий кінь · h1 біла тура | a8 чорна тура · b8 чорний кінь · c8 чорний слон · d8 чорний король · e8 чорний ферзь · f8 чорний слон · g8 чорний кінь · h8 чорна тура · a7 чорний пішак · b7 чорний пішак · c7 чорний пішак · d7 чорний пішак · e7 чорний пішак · f7 чорний пішак · g7 чорний пішак · h7 чорний пішак · a2 білий пішак · b2 білий пішак · c2 білий пішак · d2 білий пішак · e2 білий пішак · f2 білий пішак · g2 білий пішак · h2 білий пішак · a1 біла тура · b1 білий кінь · c1 білий слон · d1 білий король · e1 білий ферзь · f1 білий слон · g1 білий кінь · h1 біла тура | a8 чорна тура · b8 чорний кінь · c8 чорний слон · d8 чорний король · e8 чорний ферзь · f8 чорний слон · g8 чорний кінь · h8 чорна тура · a7 чорний пішак · b7 чорний пішак · c7 чорний пішак · d7 чорний пішак · e7 чорний пішак · f7 чорний пішак · g7 чорний пішак · h7 чорний пішак · a2 білий пішак · b2 білий пішак · c2 білий пішак · d2 білий пішак · e2 білий пішак · f2 білий пішак · g2 білий пішак · h2 білий пішак · a1 біла тура · b1 білий кінь · c1 білий слон · d1 білий король · e1 білий ферзь · f1 білий слон · g1 білий кінь · h1 біла тура | a8 чорна тура · b8 чорний кінь · c8 чорний слон · d8 чорний король · e8 чорний ферзь · f8 чорний слон · g8 чорний кінь · h8 чорна тура · a7 чорний пішак · b7 чорний пішак · c7 чорний пішак · d7 чорний пішак · e7 чорний пішак · f7 чорний пішак · g7 чорний пішак · h7 чорний пішак · a2 білий пішак · b2 білий пішак · c2 білий пішак · d2 білий пішак · e2 білий пішак · f2 білий пішак · g2 білий пішак · h2 білий пішак · a1 біла тура · b1 білий кінь · c1 білий слон · d1 білий король · e1 білий ферзь · f1 білий слон · g1 білий кінь · h1 біла тура | a8 чорна тура · b8 чорний кінь · c8 чорний слон · d8 чорний король · e8 чорний ферзь · f8 чорний слон · g8 чорний кінь · h8 чорна тура · a7 чорний пішак · b7 чорний пішак · c7 чорний пішак · d7 чорний пішак · e7 чорний пішак · f7 чорний пішак · g7 чорний пішак · h7 чорний пішак · a2 білий пішак · b2 білий пішак · c2 білий пішак · d2 білий пішак · e2 білий пішак · f2 білий пішак · g2 білий пішак · h2 білий пішак · a1 біла тура · b1 білий кінь · c1 білий слон · d1 білий король · e1 білий ферзь · f1 білий слон · g1 білий кінь · h1 біла тура | a8 чорна тура · b8 чорний кінь · c8 чорний слон · d8 чорний король · e8 чорний ферзь · f8 чорний слон · g8 чорний кінь · h8 чорна тура · a7 чорний пішак · b7 чорний пішак · c7 чорний пішак · d7 чорний пішак · e7 чорний пішак · f7 чорний пішак · g7 чорний пішак · h7 чорний пішак · a2 білий пішак · b2 білий пішак · c2 білий пішак · d2 білий пішак · e2 білий пішак · f2 білий пішак · g2 білий пішак · h2 білий пішак · a1 біла тура · b1 білий кінь · c1 білий слон · d1 білий король · e1 білий ферзь · f1 білий слон · g1 білий кінь · h1 біла тура | a8 чорна тура · b8 чорний кінь · c8 чорний слон · d8 чорний король · e8 чорний ферзь · f8 чорний слон · g8 чорний кінь · h8 чорна тура · a7 чорний пішак · b7 чорний пішак · c7 чорний пішак · d7 чорний пішак · e7 чорний пішак · f7 чорний пішак · g7 чорний пішак · h7 чорний пішак · a2 білий пішак · b2 білий пішак · c2 білий пішак · d2 білий пішак · e2 білий пішак · f2 білий пішак · g2 білий пішак · h2 білий пішак · a1 біла тура · b1 білий кінь · c1 білий слон · d1 білий король · e1 білий ферзь · f1 білий слон · g1 білий кінь · h1 біла тура | a8 чорна тура · b8 чорний кінь · c8 чорний слон · d8 чорний король · e8 чорний ферзь · f8 чорний слон · g8 чорний кінь · h8 чорна тура · a7 чорний пішак · b7 чорний пішак · c7 чорний пішак · d7 чорний пішак · e7 чорний пішак · f7 чорний пішак · g7 чорний пішак · h7 чорний пішак · a2 білий пішак · b2 білий пішак · c2 білий пішак · d2 білий пішак · e2 білий пішак · f2 білий пішак · g2 білий пішак · h2 білий пішак · a1 біла тура · b1 білий кінь · c1 білий слон · d1 білий король · e1 білий ферзь · f1 білий слон · g1 білий кінь · h1 біла тура | 8 |
| 7 | a8 чорна тура · b8 чорний кінь · c8 чорний слон · d8 чорний король · e8 чорний ферзь · f8 чорний слон · g8 чорний кінь · h8 чорна тура · a7 чорний пішак · b7 чорний пішак · c7 чорний пішак · d7 чорний пішак · e7 чорний пішак · f7 чорний пішак · g7 чорний пішак · h7 чорний пішак · a2 білий пішак · b2 білий пішак · c2 білий пішак · d2 білий пішак · e2 білий пішак · f2 білий пішак · g2 білий пішак · h2 білий пішак · a1 біла тура · b1 білий кінь · c1 білий слон · d1 білий король · e1 білий ферзь · f1 білий слон · g1 білий кінь · h1 біла тура | a8 чорна тура · b8 чорний кінь · c8 чорний слон · d8 чорний король · e8 чорний ферзь · f8 чорний слон · g8 чорний кінь · h8 чорна тура · a7 чорний пішак · b7 чорний пішак · c7 чорний пішак · d7 чорний пішак · e7 чорний пішак · f7 чорний пішак · g7 чорний пішак · h7 чорний пішак · a2 білий пішак · b2 білий пішак · c2 білий пішак · d2 білий пішак · e2 білий пішак · f2 білий пішак · g2 білий пішак · h2 білий пішак · a1 біла тура · b1 білий кінь · c1 білий слон · d1 білий король · e1 білий ферзь · f1 білий слон · g1 білий кінь · h1 біла тура | a8 чорна тура · b8 чорний кінь · c8 чорний слон · d8 чорний король · e8 чорний ферзь · f8 чорний слон · g8 чорний кінь · h8 чорна тура · a7 чорний пішак · b7 чорний пішак · c7 чорний пішак · d7 чорний пішак · e7 чорний пішак · f7 чорний пішак · g7 чорний пішак · h7 чорний пішак · a2 білий пішак · b2 білий пішак · c2 білий пішак · d2 білий пішак · e2 білий пішак · f2 білий пішак · g2 білий пішак · h2 білий пішак · a1 біла тура · b1 білий кінь · c1 білий слон · d1 білий король · e1 білий ферзь · f1 білий слон · g1 білий кінь · h1 біла тура | a8 чорна тура · b8 чорний кінь · c8 чорний слон · d8 чорний король · e8 чорний ферзь · f8 чорний слон · g8 чорний кінь · h8 чорна тура · a7 чорний пішак · b7 чорний пішак · c7 чорний пішак · d7 чорний пішак · e7 чорний пішак · f7 чорний пішак · g7 чорний пішак · h7 чорний пішак · a2 білий пішак · b2 білий пішак · c2 білий пішак · d2 білий пішак · e2 білий пішак · f2 білий пішак · g2 білий пішак · h2 білий пішак · a1 біла тура · b1 білий кінь · c1 білий слон · d1 білий король · e1 білий ферзь · f1 білий слон · g1 білий кінь · h1 біла тура | a8 чорна тура · b8 чорний кінь · c8 чорний слон · d8 чорний король · e8 чорний ферзь · f8 чорний слон · g8 чорний кінь · h8 чорна тура · a7 чорний пішак · b7 чорний пішак · c7 чорний пішак · d7 чорний пішак · e7 чорний пішак · f7 чорний пішак · g7 чорний пішак · h7 чорний пішак · a2 білий пішак · b2 білий пішак · c2 білий пішак · d2 білий пішак · e2 білий пішак · f2 білий пішак · g2 білий пішак · h2 білий пішак · a1 біла тура · b1 білий кінь · c1 білий слон · d1 білий король · e1 білий ферзь · f1 білий слон · g1 білий кінь · h1 біла тура | a8 чорна тура · b8 чорний кінь · c8 чорний слон · d8 чорний король · e8 чорний ферзь · f8 чорний слон · g8 чорний кінь · h8 чорна тура · a7 чорний пішак · b7 чорний пішак · c7 чорний пішак · d7 чорний пішак · e7 чорний пішак · f7 чорний пішак · g7 чорний пішак · h7 чорний пішак · a2 білий пішак · b2 білий пішак · c2 білий пішак · d2 білий пішак · e2 білий пішак · f2 білий пішак · g2 білий пішак · h2 білий пішак · a1 біла тура · b1 білий кінь · c1 білий слон · d1 білий король · e1 білий ферзь · f1 білий слон · g1 білий кінь · h1 біла тура | a8 чорна тура · b8 чорний кінь · c8 чорний слон · d8 чорний король · e8 чорний ферзь · f8 чорний слон · g8 чорний кінь · h8 чорна тура · a7 чорний пішак · b7 чорний пішак · c7 чорний пішак · d7 чорний пішак · e7 чорний пішак · f7 чорний пішак · g7 чорний пішак · h7 чорний пішак · a2 білий пішак · b2 білий пішак · c2 білий пішак · d2 білий пішак · e2 білий пішак · f2 білий пішак · g2 білий пішак · h2 білий пішак · a1 біла тура · b1 білий кінь · c1 білий слон · d1 білий король · e1 білий ферзь · f1 білий слон · g1 білий кінь · h1 біла тура | a8 чорна тура · b8 чорний кінь · c8 чорний слон · d8 чорний король · e8 чорний ферзь · f8 чорний слон · g8 чорний кінь · h8 чорна тура · a7 чорний пішак · b7 чорний пішак · c7 чорний пішак · d7 чорний пішак · e7 чорний пішак · f7 чорний пішак · g7 чорний пішак · h7 чорний пішак · a2 білий пішак · b2 білий пішак · c2 білий пішак · d2 білий пішак · e2 білий пішак · f2 білий пішак · g2 білий пішак · h2 білий пішак · a1 біла тура · b1 білий кінь · c1 білий слон · d1 білий король · e1 білий ферзь · f1 білий слон · g1 білий кінь · h1 біла тура | 7 |
| 6 | a8 чорна тура · b8 чорний кінь · c8 чорний слон · d8 чорний король · e8 чорний ферзь · f8 чорний слон · g8 чорний кінь · h8 чорна тура · a7 чорний пішак · b7 чорний пішак · c7 чорний пішак · d7 чорний пішак · e7 чорний пішак · f7 чорний пішак · g7 чорний пішак · h7 чорний пішак · a2 білий пішак · b2 білий пішак · c2 білий пішак · d2 білий пішак · e2 білий пішак · f2 білий пішак · g2 білий пішак · h2 білий пішак · a1 біла тура · b1 білий кінь · c1 білий слон · d1 білий король · e1 білий ферзь · f1 білий слон · g1 білий кінь · h1 біла тура | a8 чорна тура · b8 чорний кінь · c8 чорний слон · d8 чорний король · e8 чорний ферзь · f8 чорний слон · g8 чорний кінь · h8 чорна тура · a7 чорний пішак · b7 чорний пішак · c7 чорний пішак · d7 чорний пішак · e7 чорний пішак · f7 чорний пішак · g7 чорний пішак · h7 чорний пішак · a2 білий пішак · b2 білий пішак · c2 білий пішак · d2 білий пішак · e2 білий пішак · f2 білий пішак · g2 білий пішак · h2 білий пішак · a1 біла тура · b1 білий кінь · c1 білий слон · d1 білий король · e1 білий ферзь · f1 білий слон · g1 білий кінь · h1 біла тура | a8 чорна тура · b8 чорний кінь · c8 чорний слон · d8 чорний король · e8 чорний ферзь · f8 чорний слон · g8 чорний кінь · h8 чорна тура · a7 чорний пішак · b7 чорний пішак · c7 чорний пішак · d7 чорний пішак · e7 чорний пішак · f7 чорний пішак · g7 чорний пішак · h7 чорний пішак · a2 білий пішак · b2 білий пішак · c2 білий пішак · d2 білий пішак · e2 білий пішак · f2 білий пішак · g2 білий пішак · h2 білий пішак · a1 біла тура · b1 білий кінь · c1 білий слон · d1 білий король · e1 білий ферзь · f1 білий слон · g1 білий кінь · h1 біла тура | a8 чорна тура · b8 чорний кінь · c8 чорний слон · d8 чорний король · e8 чорний ферзь · f8 чорний слон · g8 чорний кінь · h8 чорна тура · a7 чорний пішак · b7 чорний пішак · c7 чорний пішак · d7 чорний пішак · e7 чорний пішак · f7 чорний пішак · g7 чорний пішак · h7 чорний пішак · a2 білий пішак · b2 білий пішак · c2 білий пішак · d2 білий пішак · e2 білий пішак · f2 білий пішак · g2 білий пішак · h2 білий пішак · a1 біла тура · b1 білий кінь · c1 білий слон · d1 білий король · e1 білий ферзь · f1 білий слон · g1 білий кінь · h1 біла тура | a8 чорна тура · b8 чорний кінь · c8 чорний слон · d8 чорний король · e8 чорний ферзь · f8 чорний слон · g8 чорний кінь · h8 чорна тура · a7 чорний пішак · b7 чорний пішак · c7 чорний пішак · d7 чорний пішак · e7 чорний пішак · f7 чорний пішак · g7 чорний пішак · h7 чорний пішак · a2 білий пішак · b2 білий пішак · c2 білий пішак · d2 білий пішак · e2 білий пішак · f2 білий пішак · g2 білий пішак · h2 білий пішак · a1 біла тура · b1 білий кінь · c1 білий слон · d1 білий король · e1 білий ферзь · f1 білий слон · g1 білий кінь · h1 біла тура | a8 чорна тура · b8 чорний кінь · c8 чорний слон · d8 чорний король · e8 чорний ферзь · f8 чорний слон · g8 чорний кінь · h8 чорна тура · a7 чорний пішак · b7 чорний пішак · c7 чорний пішак · d7 чорний пішак · e7 чорний пішак · f7 чорний пішак · g7 чорний пішак · h7 чорний пішак · a2 білий пішак · b2 білий пішак · c2 білий пішак · d2 білий пішак · e2 білий пішак · f2 білий пішак · g2 білий пішак · h2 білий пішак · a1 біла тура · b1 білий кінь · c1 білий слон · d1 білий король · e1 білий ферзь · f1 білий слон · g1 білий кінь · h1 біла тура | a8 чорна тура · b8 чорний кінь · c8 чорний слон · d8 чорний король · e8 чорний ферзь · f8 чорний слон · g8 чорний кінь · h8 чорна тура · a7 чорний пішак · b7 чорний пішак · c7 чорний пішак · d7 чорний пішак · e7 чорний пішак · f7 чорний пішак · g7 чорний пішак · h7 чорний пішак · a2 білий пішак · b2 білий пішак · c2 білий пішак · d2 білий пішак · e2 білий пішак · f2 білий пішак · g2 білий пішак · h2 білий пішак · a1 біла тура · b1 білий кінь · c1 білий слон · d1 білий король · e1 білий ферзь · f1 білий слон · g1 білий кінь · h1 біла тура | a8 чорна тура · b8 чорний кінь · c8 чорний слон · d8 чорний король · e8 чорний ферзь · f8 чорний слон · g8 чорний кінь · h8 чорна тура · a7 чорний пішак · b7 чорний пішак · c7 чорний пішак · d7 чорний пішак · e7 чорний пішак · f7 чорний пішак · g7 чорний пішак · h7 чорний пішак · a2 білий пішак · b2 білий пішак · c2 білий пішак · d2 білий пішак · e2 білий пішак · f2 білий пішак · g2 білий пішак · h2 білий пішак · a1 біла тура · b1 білий кінь · c1 білий слон · d1 білий король · e1 білий ферзь · f1 білий слон · g1 білий кінь · h1 біла тура | 6 |
| 5 | a8 чорна тура · b8 чорний кінь · c8 чорний слон · d8 чорний король · e8 чорний ферзь · f8 чорний слон · g8 чорний кінь · h8 чорна тура · a7 чорний пішак · b7 чорний пішак · c7 чорний пішак · d7 чорний пішак · e7 чорний пішак · f7 чорний пішак · g7 чорний пішак · h7 чорний пішак · a2 білий пішак · b2 білий пішак · c2 білий пішак · d2 білий пішак · e2 білий пішак · f2 білий пішак · g2 білий пішак · h2 білий пішак · a1 біла тура · b1 білий кінь · c1 білий слон · d1 білий король · e1 білий ферзь · f1 білий слон · g1 білий кінь · h1 біла тура | a8 чорна тура · b8 чорний кінь · c8 чорний слон · d8 чорний король · e8 чорний ферзь · f8 чорний слон · g8 чорний кінь · h8 чорна тура · a7 чорний пішак · b7 чорний пішак · c7 чорний пішак · d7 чорний пішак · e7 чорний пішак · f7 чорний пішак · g7 чорний пішак · h7 чорний пішак · a2 білий пішак · b2 білий пішак · c2 білий пішак · d2 білий пішак · e2 білий пішак · f2 білий пішак · g2 білий пішак · h2 білий пішак · a1 біла тура · b1 білий кінь · c1 білий слон · d1 білий король · e1 білий ферзь · f1 білий слон · g1 білий кінь · h1 біла тура | a8 чорна тура · b8 чорний кінь · c8 чорний слон · d8 чорний король · e8 чорний ферзь · f8 чорний слон · g8 чорний кінь · h8 чорна тура · a7 чорний пішак · b7 чорний пішак · c7 чорний пішак · d7 чорний пішак · e7 чорний пішак · f7 чорний пішак · g7 чорний пішак · h7 чорний пішак · a2 білий пішак · b2 білий пішак · c2 білий пішак · d2 білий пішак · e2 білий пішак · f2 білий пішак · g2 білий пішак · h2 білий пішак · a1 біла тура · b1 білий кінь · c1 білий слон · d1 білий король · e1 білий ферзь · f1 білий слон · g1 білий кінь · h1 біла тура | a8 чорна тура · b8 чорний кінь · c8 чорний слон · d8 чорний король · e8 чорний ферзь · f8 чорний слон · g8 чорний кінь · h8 чорна тура · a7 чорний пішак · b7 чорний пішак · c7 чорний пішак · d7 чорний пішак · e7 чорний пішак · f7 чорний пішак · g7 чорний пішак · h7 чорний пішак · a2 білий пішак · b2 білий пішак · c2 білий пішак · d2 білий пішак · e2 білий пішак · f2 білий пішак · g2 білий пішак · h2 білий пішак · a1 біла тура · b1 білий кінь · c1 білий слон · d1 білий король · e1 білий ферзь · f1 білий слон · g1 білий кінь · h1 біла тура | a8 чорна тура · b8 чорний кінь · c8 чорний слон · d8 чорний король · e8 чорний ферзь · f8 чорний слон · g8 чорний кінь · h8 чорна тура · a7 чорний пішак · b7 чорний пішак · c7 чорний пішак · d7 чорний пішак · e7 чорний пішак · f7 чорний пішак · g7 чорний пішак · h7 чорний пішак · a2 білий пішак · b2 білий пішак · c2 білий пішак · d2 білий пішак · e2 білий пішак · f2 білий пішак · g2 білий пішак · h2 білий пішак · a1 біла тура · b1 білий кінь · c1 білий слон · d1 білий король · e1 білий ферзь · f1 білий слон · g1 білий кінь · h1 біла тура | a8 чорна тура · b8 чорний кінь · c8 чорний слон · d8 чорний король · e8 чорний ферзь · f8 чорний слон · g8 чорний кінь · h8 чорна тура · a7 чорний пішак · b7 чорний пішак · c7 чорний пішак · d7 чорний пішак · e7 чорний пішак · f7 чорний пішак · g7 чорний пішак · h7 чорний пішак · a2 білий пішак · b2 білий пішак · c2 білий пішак · d2 білий пішак · e2 білий пішак · f2 білий пішак · g2 білий пішак · h2 білий пішак · a1 біла тура · b1 білий кінь · c1 білий слон · d1 білий король · e1 білий ферзь · f1 білий слон · g1 білий кінь · h1 біла тура | a8 чорна тура · b8 чорний кінь · c8 чорний слон · d8 чорний король · e8 чорний ферзь · f8 чорний слон · g8 чорний кінь · h8 чорна тура · a7 чорний пішак · b7 чорний пішак · c7 чорний пішак · d7 чорний пішак · e7 чорний пішак · f7 чорний пішак · g7 чорний пішак · h7 чорний пішак · a2 білий пішак · b2 білий пішак · c2 білий пішак · d2 білий пішак · e2 білий пішак · f2 білий пішак · g2 білий пішак · h2 білий пішак · a1 біла тура · b1 білий кінь · c1 білий слон · d1 білий король · e1 білий ферзь · f1 білий слон · g1 білий кінь · h1 біла тура | a8 чорна тура · b8 чорний кінь · c8 чорний слон · d8 чорний король · e8 чорний ферзь · f8 чорний слон · g8 чорний кінь · h8 чорна тура · a7 чорний пішак · b7 чорний пішак · c7 чорний пішак · d7 чорний пішак · e7 чорний пішак · f7 чорний пішак · g7 чорний пішак · h7 чорний пішак · a2 білий пішак · b2 білий пішак · c2 білий пішак · d2 білий пішак · e2 білий пішак · f2 білий пішак · g2 білий пішак · h2 білий пішак · a1 біла тура · b1 білий кінь · c1 білий слон · d1 білий король · e1 білий ферзь · f1 білий слон · g1 білий кінь · h1 біла тура | 5 |
| 4 | a8 чорна тура · b8 чорний кінь · c8 чорний слон · d8 чорний король · e8 чорний ферзь · f8 чорний слон · g8 чорний кінь · h8 чорна тура · a7 чорний пішак · b7 чорний пішак · c7 чорний пішак · d7 чорний пішак · e7 чорний пішак · f7 чорний пішак · g7 чорний пішак · h7 чорний пішак · a2 білий пішак · b2 білий пішак · c2 білий пішак · d2 білий пішак · e2 білий пішак · f2 білий пішак · g2 білий пішак · h2 білий пішак · a1 біла тура · b1 білий кінь · c1 білий слон · d1 білий король · e1 білий ферзь · f1 білий слон · g1 білий кінь · h1 біла тура | a8 чорна тура · b8 чорний кінь · c8 чорний слон · d8 чорний король · e8 чорний ферзь · f8 чорний слон · g8 чорний кінь · h8 чорна тура · a7 чорний пішак · b7 чорний пішак · c7 чорний пішак · d7 чорний пішак · e7 чорний пішак · f7 чорний пішак · g7 чорний пішак · h7 чорний пішак · a2 білий пішак · b2 білий пішак · c2 білий пішак · d2 білий пішак · e2 білий пішак · f2 білий пішак · g2 білий пішак · h2 білий пішак · a1 біла тура · b1 білий кінь · c1 білий слон · d1 білий король · e1 білий ферзь · f1 білий слон · g1 білий кінь · h1 біла тура | a8 чорна тура · b8 чорний кінь · c8 чорний слон · d8 чорний король · e8 чорний ферзь · f8 чорний слон · g8 чорний кінь · h8 чорна тура · a7 чорний пішак · b7 чорний пішак · c7 чорний пішак · d7 чорний пішак · e7 чорний пішак · f7 чорний пішак · g7 чорний пішак · h7 чорний пішак · a2 білий пішак · b2 білий пішак · c2 білий пішак · d2 білий пішак · e2 білий пішак · f2 білий пішак · g2 білий пішак · h2 білий пішак · a1 біла тура · b1 білий кінь · c1 білий слон · d1 білий король · e1 білий ферзь · f1 білий слон · g1 білий кінь · h1 біла тура | a8 чорна тура · b8 чорний кінь · c8 чорний слон · d8 чорний король · e8 чорний ферзь · f8 чорний слон · g8 чорний кінь · h8 чорна тура · a7 чорний пішак · b7 чорний пішак · c7 чорний пішак · d7 чорний пішак · e7 чорний пішак · f7 чорний пішак · g7 чорний пішак · h7 чорний пішак · a2 білий пішак · b2 білий пішак · c2 білий пішак · d2 білий пішак · e2 білий пішак · f2 білий пішак · g2 білий пішак · h2 білий пішак · a1 біла тура · b1 білий кінь · c1 білий слон · d1 білий король · e1 білий ферзь · f1 білий слон · g1 білий кінь · h1 біла тура | a8 чорна тура · b8 чорний кінь · c8 чорний слон · d8 чорний король · e8 чорний ферзь · f8 чорний слон · g8 чорний кінь · h8 чорна тура · a7 чорний пішак · b7 чорний пішак · c7 чорний пішак · d7 чорний пішак · e7 чорний пішак · f7 чорний пішак · g7 чорний пішак · h7 чорний пішак · a2 білий пішак · b2 білий пішак · c2 білий пішак · d2 білий пішак · e2 білий пішак · f2 білий пішак · g2 білий пішак · h2 білий пішак · a1 біла тура · b1 білий кінь · c1 білий слон · d1 білий король · e1 білий ферзь · f1 білий слон · g1 білий кінь · h1 біла тура | a8 чорна тура · b8 чорний кінь · c8 чорний слон · d8 чорний король · e8 чорний ферзь · f8 чорний слон · g8 чорний кінь · h8 чорна тура · a7 чорний пішак · b7 чорний пішак · c7 чорний пішак · d7 чорний пішак · e7 чорний пішак · f7 чорний пішак · g7 чорний пішак · h7 чорний пішак · a2 білий пішак · b2 білий пішак · c2 білий пішак · d2 білий пішак · e2 білий пішак · f2 білий пішак · g2 білий пішак · h2 білий пішак · a1 біла тура · b1 білий кінь · c1 білий слон · d1 білий король · e1 білий ферзь · f1 білий слон · g1 білий кінь · h1 біла тура | a8 чорна тура · b8 чорний кінь · c8 чорний слон · d8 чорний король · e8 чорний ферзь · f8 чорний слон · g8 чорний кінь · h8 чорна тура · a7 чорний пішак · b7 чорний пішак · c7 чорний пішак · d7 чорний пішак · e7 чорний пішак · f7 чорний пішак · g7 чорний пішак · h7 чорний пішак · a2 білий пішак · b2 білий пішак · c2 білий пішак · d2 білий пішак · e2 білий пішак · f2 білий пішак · g2 білий пішак · h2 білий пішак · a1 біла тура · b1 білий кінь · c1 білий слон · d1 білий король · e1 білий ферзь · f1 білий слон · g1 білий кінь · h1 біла тура | a8 чорна тура · b8 чорний кінь · c8 чорний слон · d8 чорний король · e8 чорний ферзь · f8 чорний слон · g8 чорний кінь · h8 чорна тура · a7 чорний пішак · b7 чорний пішак · c7 чорний пішак · d7 чорний пішак · e7 чорний пішак · f7 чорний пішак · g7 чорний пішак · h7 чорний пішак · a2 білий пішак · b2 білий пішак · c2 білий пішак · d2 білий пішак · e2 білий пішак · f2 білий пішак · g2 білий пішак · h2 білий пішак · a1 біла тура · b1 білий кінь · c1 білий слон · d1 білий король · e1 білий ферзь · f1 білий слон · g1 білий кінь · h1 біла тура | 4 |
| 3 | a8 чорна тура · b8 чорний кінь · c8 чорний слон · d8 чорний король · e8 чорний ферзь · f8 чорний слон · g8 чорний кінь · h8 чорна тура · a7 чорний пішак · b7 чорний пішак · c7 чорний пішак · d7 чорний пішак · e7 чорний пішак · f7 чорний пішак · g7 чорний пішак · h7 чорний пішак · a2 білий пішак · b2 білий пішак · c2 білий пішак · d2 білий пішак · e2 білий пішак · f2 білий пішак · g2 білий пішак · h2 білий пішак · a1 біла тура · b1 білий кінь · c1 білий слон · d1 білий король · e1 білий ферзь · f1 білий слон · g1 білий кінь · h1 біла тура | a8 чорна тура · b8 чорний кінь · c8 чорний слон · d8 чорний король · e8 чорний ферзь · f8 чорний слон · g8 чорний кінь · h8 чорна тура · a7 чорний пішак · b7 чорний пішак · c7 чорний пішак · d7 чорний пішак · e7 чорний пішак · f7 чорний пішак · g7 чорний пішак · h7 чорний пішак · a2 білий пішак · b2 білий пішак · c2 білий пішак · d2 білий пішак · e2 білий пішак · f2 білий пішак · g2 білий пішак · h2 білий пішак · a1 біла тура · b1 білий кінь · c1 білий слон · d1 білий король · e1 білий ферзь · f1 білий слон · g1 білий кінь · h1 біла тура | a8 чорна тура · b8 чорний кінь · c8 чорний слон · d8 чорний король · e8 чорний ферзь · f8 чорний слон · g8 чорний кінь · h8 чорна тура · a7 чорний пішак · b7 чорний пішак · c7 чорний пішак · d7 чорний пішак · e7 чорний пішак · f7 чорний пішак · g7 чорний пішак · h7 чорний пішак · a2 білий пішак · b2 білий пішак · c2 білий пішак · d2 білий пішак · e2 білий пішак · f2 білий пішак · g2 білий пішак · h2 білий пішак · a1 біла тура · b1 білий кінь · c1 білий слон · d1 білий король · e1 білий ферзь · f1 білий слон · g1 білий кінь · h1 біла тура | a8 чорна тура · b8 чорний кінь · c8 чорний слон · d8 чорний король · e8 чорний ферзь · f8 чорний слон · g8 чорний кінь · h8 чорна тура · a7 чорний пішак · b7 чорний пішак · c7 чорний пішак · d7 чорний пішак · e7 чорний пішак · f7 чорний пішак · g7 чорний пішак · h7 чорний пішак · a2 білий пішак · b2 білий пішак · c2 білий пішак · d2 білий пішак · e2 білий пішак · f2 білий пішак · g2 білий пішак · h2 білий пішак · a1 біла тура · b1 білий кінь · c1 білий слон · d1 білий король · e1 білий ферзь · f1 білий слон · g1 білий кінь · h1 біла тура | a8 чорна тура · b8 чорний кінь · c8 чорний слон · d8 чорний король · e8 чорний ферзь · f8 чорний слон · g8 чорний кінь · h8 чорна тура · a7 чорний пішак · b7 чорний пішак · c7 чорний пішак · d7 чорний пішак · e7 чорний пішак · f7 чорний пішак · g7 чорний пішак · h7 чорний пішак · a2 білий пішак · b2 білий пішак · c2 білий пішак · d2 білий пішак · e2 білий пішак · f2 білий пішак · g2 білий пішак · h2 білий пішак · a1 біла тура · b1 білий кінь · c1 білий слон · d1 білий король · e1 білий ферзь · f1 білий слон · g1 білий кінь · h1 біла тура | a8 чорна тура · b8 чорний кінь · c8 чорний слон · d8 чорний король · e8 чорний ферзь · f8 чорний слон · g8 чорний кінь · h8 чорна тура · a7 чорний пішак · b7 чорний пішак · c7 чорний пішак · d7 чорний пішак · e7 чорний пішак · f7 чорний пішак · g7 чорний пішак · h7 чорний пішак · a2 білий пішак · b2 білий пішак · c2 білий пішак · d2 білий пішак · e2 білий пішак · f2 білий пішак · g2 білий пішак · h2 білий пішак · a1 біла тура · b1 білий кінь · c1 білий слон · d1 білий король · e1 білий ферзь · f1 білий слон · g1 білий кінь · h1 біла тура | a8 чорна тура · b8 чорний кінь · c8 чорний слон · d8 чорний король · e8 чорний ферзь · f8 чорний слон · g8 чорний кінь · h8 чорна тура · a7 чорний пішак · b7 чорний пішак · c7 чорний пішак · d7 чорний пішак · e7 чорний пішак · f7 чорний пішак · g7 чорний пішак · h7 чорний пішак · a2 білий пішак · b2 білий пішак · c2 білий пішак · d2 білий пішак · e2 білий пішак · f2 білий пішак · g2 білий пішак · h2 білий пішак · a1 біла тура · b1 білий кінь · c1 білий слон · d1 білий король · e1 білий ферзь · f1 білий слон · g1 білий кінь · h1 біла тура | a8 чорна тура · b8 чорний кінь · c8 чорний слон · d8 чорний король · e8 чорний ферзь · f8 чорний слон · g8 чорний кінь · h8 чорна тура · a7 чорний пішак · b7 чорний пішак · c7 чорний пішак · d7 чорний пішак · e7 чорний пішак · f7 чорний пішак · g7 чорний пішак · h7 чорний пішак · a2 білий пішак · b2 білий пішак · c2 білий пішак · d2 білий пішак · e2 білий пішак · f2 білий пішак · g2 білий пішак · h2 білий пішак · a1 біла тура · b1 білий кінь · c1 білий слон · d1 білий король · e1 білий ферзь · f1 білий слон · g1 білий кінь · h1 біла тура | 3 |
| 2 | a8 чорна тура · b8 чорний кінь · c8 чорний слон · d8 чорний король · e8 чорний ферзь · f8 чорний слон · g8 чорний кінь · h8 чорна тура · a7 чорний пішак · b7 чорний пішак · c7 чорний пішак · d7 чорний пішак · e7 чорний пішак · f7 чорний пішак · g7 чорний пішак · h7 чорний пішак · a2 білий пішак · b2 білий пішак · c2 білий пішак · d2 білий пішак · e2 білий пішак · f2 білий пішак · g2 білий пішак · h2 білий пішак · a1 біла тура · b1 білий кінь · c1 білий слон · d1 білий король · e1 білий ферзь · f1 білий слон · g1 білий кінь · h1 біла тура | a8 чорна тура · b8 чорний кінь · c8 чорний слон · d8 чорний король · e8 чорний ферзь · f8 чорний слон · g8 чорний кінь · h8 чорна тура · a7 чорний пішак · b7 чорний пішак · c7 чорний пішак · d7 чорний пішак · e7 чорний пішак · f7 чорний пішак · g7 чорний пішак · h7 чорний пішак · a2 білий пішак · b2 білий пішак · c2 білий пішак · d2 білий пішак · e2 білий пішак · f2 білий пішак · g2 білий пішак · h2 білий пішак · a1 біла тура · b1 білий кінь · c1 білий слон · d1 білий король · e1 білий ферзь · f1 білий слон · g1 білий кінь · h1 біла тура | a8 чорна тура · b8 чорний кінь · c8 чорний слон · d8 чорний король · e8 чорний ферзь · f8 чорний слон · g8 чорний кінь · h8 чорна тура · a7 чорний пішак · b7 чорний пішак · c7 чорний пішак · d7 чорний пішак · e7 чорний пішак · f7 чорний пішак · g7 чорний пішак · h7 чорний пішак · a2 білий пішак · b2 білий пішак · c2 білий пішак · d2 білий пішак · e2 білий пішак · f2 білий пішак · g2 білий пішак · h2 білий пішак · a1 біла тура · b1 білий кінь · c1 білий слон · d1 білий король · e1 білий ферзь · f1 білий слон · g1 білий кінь · h1 біла тура | a8 чорна тура · b8 чорний кінь · c8 чорний слон · d8 чорний король · e8 чорний ферзь · f8 чорний слон · g8 чорний кінь · h8 чорна тура · a7 чорний пішак · b7 чорний пішак · c7 чорний пішак · d7 чорний пішак · e7 чорний пішак · f7 чорний пішак · g7 чорний пішак · h7 чорний пішак · a2 білий пішак · b2 білий пішак · c2 білий пішак · d2 білий пішак · e2 білий пішак · f2 білий пішак · g2 білий пішак · h2 білий пішак · a1 біла тура · b1 білий кінь · c1 білий слон · d1 білий король · e1 білий ферзь · f1 білий слон · g1 білий кінь · h1 біла тура | a8 чорна тура · b8 чорний кінь · c8 чорний слон · d8 чорний король · e8 чорний ферзь · f8 чорний слон · g8 чорний кінь · h8 чорна тура · a7 чорний пішак · b7 чорний пішак · c7 чорний пішак · d7 чорний пішак · e7 чорний пішак · f7 чорний пішак · g7 чорний пішак · h7 чорний пішак · a2 білий пішак · b2 білий пішак · c2 білий пішак · d2 білий пішак · e2 білий пішак · f2 білий пішак · g2 білий пішак · h2 білий пішак · a1 біла тура · b1 білий кінь · c1 білий слон · d1 білий король · e1 білий ферзь · f1 білий слон · g1 білий кінь · h1 біла тура | a8 чорна тура · b8 чорний кінь · c8 чорний слон · d8 чорний король · e8 чорний ферзь · f8 чорний слон · g8 чорний кінь · h8 чорна тура · a7 чорний пішак · b7 чорний пішак · c7 чорний пішак · d7 чорний пішак · e7 чорний пішак · f7 чорний пішак · g7 чорний пішак · h7 чорний пішак · a2 білий пішак · b2 білий пішак · c2 білий пішак · d2 білий пішак · e2 білий пішак · f2 білий пішак · g2 білий пішак · h2 білий пішак · a1 біла тура · b1 білий кінь · c1 білий слон · d1 білий король · e1 білий ферзь · f1 білий слон · g1 білий кінь · h1 біла тура | a8 чорна тура · b8 чорний кінь · c8 чорний слон · d8 чорний король · e8 чорний ферзь · f8 чорний слон · g8 чорний кінь · h8 чорна тура · a7 чорний пішак · b7 чорний пішак · c7 чорний пішак · d7 чорний пішак · e7 чорний пішак · f7 чорний пішак · g7 чорний пішак · h7 чорний пішак · a2 білий пішак · b2 білий пішак · c2 білий пішак · d2 білий пішак · e2 білий пішак · f2 білий пішак · g2 білий пішак · h2 білий пішак · a1 біла тура · b1 білий кінь · c1 білий слон · d1 білий король · e1 білий ферзь · f1 білий слон · g1 білий кінь · h1 біла тура | a8 чорна тура · b8 чорний кінь · c8 чорний слон · d8 чорний король · e8 чорний ферзь · f8 чорний слон · g8 чорний кінь · h8 чорна тура · a7 чорний пішак · b7 чорний пішак · c7 чорний пішак · d7 чорний пішак · e7 чорний пішак · f7 чорний пішак · g7 чорний пішак · h7 чорний пішак · a2 білий пішак · b2 білий пішак · c2 білий пішак · d2 білий пішак · e2 білий пішак · f2 білий пішак · g2 білий пішак · h2 білий пішак · a1 біла тура · b1 білий кінь · c1 білий слон · d1 білий король · e1 білий ферзь · f1 білий слон · g1 білий кінь · h1 біла тура | 2 |
| 1 | a8 чорна тура · b8 чорний кінь · c8 чорний слон · d8 чорний король · e8 чорний ферзь · f8 чорний слон · g8 чорний кінь · h8 чорна тура · a7 чорний пішак · b7 чорний пішак · c7 чорний пішак · d7 чорний пішак · e7 чорний пішак · f7 чорний пішак · g7 чорний пішак · h7 чорний пішак · a2 білий пішак · b2 білий пішак · c2 білий пішак · d2 білий пішак · e2 білий пішак · f2 білий пішак · g2 білий пішак · h2 білий пішак · a1 біла тура · b1 білий кінь · c1 білий слон · d1 білий король · e1 білий ферзь · f1 білий слон · g1 білий кінь · h1 біла тура | a8 чорна тура · b8 чорний кінь · c8 чорний слон · d8 чорний король · e8 чорний ферзь · f8 чорний слон · g8 чорний кінь · h8 чорна тура · a7 чорний пішак · b7 чорний пішак · c7 чорний пішак · d7 чорний пішак · e7 чорний пішак · f7 чорний пішак · g7 чорний пішак · h7 чорний пішак · a2 білий пішак · b2 білий пішак · c2 білий пішак · d2 білий пішак · e2 білий пішак · f2 білий пішак · g2 білий пішак · h2 білий пішак · a1 біла тура · b1 білий кінь · c1 білий слон · d1 білий король · e1 білий ферзь · f1 білий слон · g1 білий кінь · h1 біла тура | a8 чорна тура · b8 чорний кінь · c8 чорний слон · d8 чорний король · e8 чорний ферзь · f8 чорний слон · g8 чорний кінь · h8 чорна тура · a7 чорний пішак · b7 чорний пішак · c7 чорний пішак · d7 чорний пішак · e7 чорний пішак · f7 чорний пішак · g7 чорний пішак · h7 чорний пішак · a2 білий пішак · b2 білий пішак · c2 білий пішак · d2 білий пішак · e2 білий пішак · f2 білий пішак · g2 білий пішак · h2 білий пішак · a1 біла тура · b1 білий кінь · c1 білий слон · d1 білий король · e1 білий ферзь · f1 білий слон · g1 білий кінь · h1 біла тура | a8 чорна тура · b8 чорний кінь · c8 чорний слон · d8 чорний король · e8 чорний ферзь · f8 чорний слон · g8 чорний кінь · h8 чорна тура · a7 чорний пішак · b7 чорний пішак · c7 чорний пішак · d7 чорний пішак · e7 чорний пішак · f7 чорний пішак · g7 чорний пішак · h7 чорний пішак · a2 білий пішак · b2 білий пішак · c2 білий пішак · d2 білий пішак · e2 білий пішак · f2 білий пішак · g2 білий пішак · h2 білий пішак · a1 біла тура · b1 білий кінь · c1 білий слон · d1 білий король · e1 білий ферзь · f1 білий слон · g1 білий кінь · h1 біла тура | a8 чорна тура · b8 чорний кінь · c8 чорний слон · d8 чорний король · e8 чорний ферзь · f8 чорний слон · g8 чорний кінь · h8 чорна тура · a7 чорний пішак · b7 чорний пішак · c7 чорний пішак · d7 чорний пішак · e7 чорний пішак · f7 чорний пішак · g7 чорний пішак · h7 чорний пішак · a2 білий пішак · b2 білий пішак · c2 білий пішак · d2 білий пішак · e2 білий пішак · f2 білий пішак · g2 білий пішак · h2 білий пішак · a1 біла тура · b1 білий кінь · c1 білий слон · d1 білий король · e1 білий ферзь · f1 білий слон · g1 білий кінь · h1 біла тура | a8 чорна тура · b8 чорний кінь · c8 чорний слон · d8 чорний король · e8 чорний ферзь · f8 чорний слон · g8 чорний кінь · h8 чорна тура · a7 чорний пішак · b7 чорний пішак · c7 чорний пішак · d7 чорний пішак · e7 чорний пішак · f7 чорний пішак · g7 чорний пішак · h7 чорний пішак · a2 білий пішак · b2 білий пішак · c2 білий пішак · d2 білий пішак · e2 білий пішак · f2 білий пішак · g2 білий пішак · h2 білий пішак · a1 біла тура · b1 білий кінь · c1 білий слон · d1 білий король · e1 білий ферзь · f1 білий слон · g1 білий кінь · h1 біла тура | a8 чорна тура · b8 чорний кінь · c8 чорний слон · d8 чорний король · e8 чорний ферзь · f8 чорний слон · g8 чорний кінь · h8 чорна тура · a7 чорний пішак · b7 чорний пішак · c7 чорний пішак · d7 чорний пішак · e7 чорний пішак · f7 чорний пішак · g7 чорний пішак · h7 чорний пішак · a2 білий пішак · b2 білий пішак · c2 білий пішак · d2 білий пішак · e2 білий пішак · f2 білий пішак · g2 білий пішак · h2 білий пішак · a1 біла тура · b1 білий кінь · c1 білий слон · d1 білий король · e1 білий ферзь · f1 білий слон · g1 білий кінь · h1 біла тура | a8 чорна тура · b8 чорний кінь · c8 чорний слон · d8 чорний король · e8 чорний ферзь · f8 чорний слон · g8 чорний кінь · h8 чорна тура · a7 чорний пішак · b7 чорний пішак · c7 чорний пішак · d7 чорний пішак · e7 чорний пішак · f7 чорний пішак · g7 чорний пішак · h7 чорний пішак · a2 білий пішак · b2 білий пішак · c2 білий пішак · d2 білий пішак · e2 білий пішак · f2 білий пішак · g2 білий пішак · h2 білий пішак · a1 біла тура · b1 білий кінь · c1 білий слон · d1 білий король · e1 білий ферзь · f1 білий слон · g1 білий кінь · h1 біла тура | 1 |
|   | a | b | c | d | e | f | g | h |   |

У шатрандж грали на квадратній дошці розміром 8×8 полів, аналогічній до шахової. У грі брали участь два гравці, кожен із яких мав по одному комплекту фігур свого кольору (чорні та білі). У комплект входять король, ферзь, два слони, два коня, дві тури, вісім пішаків. На початку партії фігури розташовуються на протилежних боках дошки, повністю аналогічно до класичних шахів за винятком того, що королів та ферзів можна було поміняти місцями (але королі в будь-якому випадку повинні були стояти один навпроти одного).

### Порядок ходів
Перший хід робить гравець, який грає білими фігурами. Потім ходи робляться почергово. Пропускати хід не можна. Фігура може бути поставлена на порожнє поле дошки або на поле, зайняте фігурою суперника. В останньому випадку фігура противника вважається взятою, знімається з дошки та більше в грі участь не бере.

### Мета гри
Перемагає гравець, який оголосив мат королю супротивника або поставив його в положення пата. Крім того, гравець оголошується переможцем, якщо він забирає останню фігуру суперника (залишаючи його з голим королем, у деяких варіантах шатранджа могла бути оголошена нічия, якщо суперник у відповідь також брав останню фігуру).

### Правила ходів фігурами
Подібно до сучасної гри в шахи ходять:
- Король (шах): на одне поле в будь-якому напрямку. Ситуація, коли король перебуває під боєм (може бути взятий противником на наступному ході), називається шахом. Гравець, чий король виявився під шахом, повинен наступним ходом вивести його з-під шаха, робити інші ходи, залишаючи короля під шахом, не можна.
- Тура (рух колісниця; з перської رخ рох): по вертикалі або горизонталі на будь-яку кількість полів.
- Кінь (фарас (кінь, з арабської; перською اسپ асп)): аналогічно до шахового коня (це єдина фігура, правила ходів якої не змінилися за весь період від чатуранги до сучасних шахів).

Відмінності від сучасних шахів:
- Слон (альфіль (слон; з перської پيل піль; аль — арабський визначений артикль) ходить по діагоналі через одне поле, причому поле, через яке робиться хід, може бути зайнято (в сучасних шахах слон може ходити лише по вільній діагоналі на будь-яку кількість полів). Дуже слабка фігура, могла ходити лише по восьми полях дошки (сучасний слон може ходити по половині полів).
- Ферзь (ферс канцлер, радник, візир, міністр; також ферз; арабською фірз, з перської فرزين фарзін; також називається вазір)) ходить і б'є на одне поле по діагоналі (у сучасних шахах ферзь може ходити на будь-яку кількість полів в будь-якому напрямку, крім випадку, коли шлях ферзеві перегороджує інша фігура).
- Пішак (байдаґ (з арабської بيدق з перської پياده піяде, піхотинець, спочатку перське слово було адаптоване як баядіґ, яке тоді було розбитою множиною а пізніше перетворилось на нову однину байдаґ)) ходить лише вперед на одне поле, або б'є по діагоналі на одне поле вперед. Пішак, що досяг кінця дошки, перетворюється на ферзя. Першим ходом новий ферзь мав право піти на інше поле по вертикалі або діагоналі, незалежно від того, чи було це поле зайняте. Приклади цього незвичайного ходу можна знайти в мансубах (попередники сучасних шахових задач), відтворюваних у журналі «64-Шахматное обозрение» за 1987 та 1989 рр.

Рокіровка короля і тури не була дозволена (з'явилася в набагато пізніших правилах шахів).